# Metioche maorica
Metioche maorica är en insektsart som först beskrevs av Walker, F. 1869.  Metioche maorica ingår i släktet Metioche och familjen syrsor. Inga underarter finns listade i Catalogue of Life.